# 2015 en Libye
Chronologie de la Libye
- 2011
- 2012
- 2013
- 2014
- 2015
- 2016
- 2017
- 2018
- 2019

Cet article traite des événements qui se sont produits durant l'année 2015 en Libye ou qui concernent ce pays.

## Événements
- 15 février : assassinat des martyrs coptes de Libye constituent un groupe de 21 chrétiens pour la majorité égyptiens, appartenant à la communauté copte, exécutés sur une plage de Syrte par des djihadistes de l'État islamique en Libye. La vidéo du massacre fut diffusée par les chaînes de propagande du groupe terroriste.
- Mars 2015 : l'EI aurait rasé au bulldozer la mosquée Hamou al-Kadou, construite en 1880. Le même mois, des terroristes détruisent des sanctuaires soufi à coups de masse et de bulldozers près de Tripoli (Libye).
- 12 avril : une embarcation transportant environ 550 migrants clandestins fait naufrage en mer Méditerranée 24 heures après le départ des côtes libyennes[1] faisant plus de 400 morts avec 150 survivants[2]. Ce naufrage survient alors que les garde-côtes italiens ont secouru 5 629 migrants clandestins de 22 embarcations différentes entre vendredi  10 avril et dimanche 12 avril 2015[3] et près de 10 000 jusqu’au mardi 14 avril[1].
- 19 avril : une embarcation transportant environ 900 migrants clandestins fait naufrage à une centaine de kilomètres des côtes libyennes.
- Juin 2015 : l'EI fait exploser les tombes ancestrales de Mohamed ben Ali et Nizar Abou Bahaaedine, situées à proximité des ruines de Palmyre.
- 10 juin : début de la bataille de Derna lors de la deuxième guerre civile libyenne.
- 22 novembre : bataille d'Oubari ou guerre d'Oubari se déroule de 2014 à 2015 lors de la deuxième guerre civile libyenne et oppose les Touaregs aux Toubous.
- 17 décembre : accords de Skhirat (en arabe : اتفاق الصخيرات). Ce sont des accords de paix concernant la Libye. Ces accords ont été signés entre les représentants du Congrès général national et ceux de la Chambre des représentants dans la ville marocaine de Skhirat[4].
  - Mise en place du Conseil présidentiel du gouvernement d'union nationale[5] (en arabe : المجلس الرئاسي لحكومة الوفاق الوطني), ou simplement Conseil présidentiel (en arabe : المجلس الرئاسي), institution exécutive créée en Libye par un accord politique signé sous l'égide de l'ONU le 17 décembre 2015 dans le but de mettre fin à la deuxième guerre civile libyenne[6],[7],[8]. Son existence prend fin le 10 mars 2021, avec l'entrée en fonction du Conseil présidentiel libyen.